# 圣迈姆-欧特里沃
圣迈姆-欧特里沃（法語：Saint-Maixme-Hauterive，法語發音：[sɛ̃ mɛm otʁiv]）是法国厄尔-卢瓦省的一个市镇，属于德勒区。该市镇于1837年由原市镇圣迈姆（Saint-Maixme）和欧特里沃（Hauterive）合并而成。

## 地理
圣迈姆-欧特里沃（48°35'18"N, 1°10'55"E）面积31.95 平方千米，位于法国中央-卢瓦尔河谷大区厄尔-卢瓦省，该省份为法国北部内陆省份，北起顺时针与厄尔省、伊夫林省、埃松省、卢瓦雷省、卢瓦-谢尔省、萨尔特省和奧恩省接壤。
与圣迈姆-欧特里沃接壤的市镇（或旧市镇、城区）包括：圣昂日和托尔赛、蒂梅尔-加泰勒、阿尔代勒、迪尼。
圣迈姆-欧特里沃的时区为UTC+01:00、UTC+02:00（夏令时）。

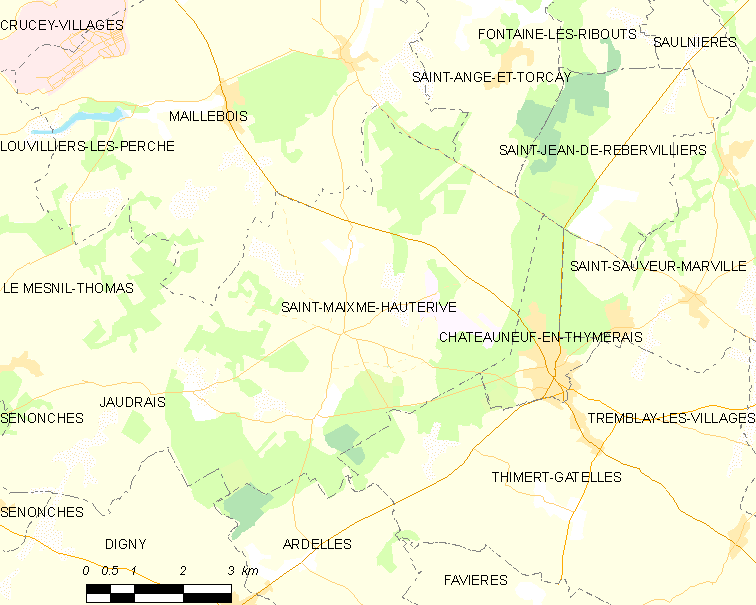
圣迈姆-欧特里沃的OSM定位图

## 行政
圣迈姆-欧特里沃的邮政编码为28170，INSEE市镇编码为28351。

## 政治
圣迈姆-欧特里沃所属的省级选区为圣吕班德容什雷县。

## 人口

1962-2008年间圣迈姆-欧特里沃人口变化图示

圣迈姆-欧特里沃于2022年1月1日时的人口数量为410人。